# Algirdas Butkevičius
Algirdas Butkevičius (Paežeriai, 19 novembre 1958) è un politico lituano, esponente del Partito Socialdemocratico di Lituania.
È stato Primo ministro della Lituania dal dicembre 2012 al dicembre 2016.

## Biografia
Butkevičius si diplomò nel 1977. Nel 1984 si laureò alla facoltà di economia dell'Istituto di ingegneria di Vilnius e fino al 1990 lavorò come architetto e ispettore dell'unità statale per l'edilizia e l'architettura nel distretto di Vilkaviškis. Nel 1991 ottenne un diploma all'Accademia lituana di management e nel 1994 conseguì un master in management all'Università di tecnologia di Kaunas. Nel 2008 ottenne un dottorato in economia.
Dal 1990 al 1997 e dal 2002 al 2002 Butkevičius fu membro del consiglio municipale di Vilkaviškis e tra il 1991 e il 1995 fu vice governatore del distretto di Vilkaviškis. Nel 1992 divenne membro del Partito Socialdemocratico di Lituania. Tra il 1995 e il 1997 fu membro del comitato direttivo municipale di Vilkaviškis e presidente della sezione di Vilkaviškis del partito socialdemocratico. Tra il 1995 e il 1996 fu direttore per le ricerche di mercato e il marketing presso la società AB Vilkasta.
Nel 1996 Butkevičius fu eletto membro del Parlamento lituano per conto del Partito Socialdemocratico di Lituania e in rappresentanza della circoscrizione di Vilkaviškis. È stato rieletto nelle legislature successive, fino al 2008. Tra il 2001 e il 2004 presiedette la commissione parlamentare per il bilancio e le finanze e nel 2004-2005 fu ministro delle finanze. Tra il 2006 e il 2008 fu ministro dei trasporti e delle comunicazioni.
Butkevičius fu vicepresidente del Partito Socialdemocratico di Lituania dal 1999 al 2005. Nel 2009 fu eletto leader del partito. Alle elezioni dell'ottobre 2012 il Partito socialdemocratico sconfisse il partito del Primo ministro uscente e il 13 dicembre 2012 Butkevičius è entrato in carica come Primo ministro della Lituania, a capo di un governo di coalizione.
Butkevičius parla russo e inglese. È sposato e ha una figlia.